# Maurice Janin
Pierre-Thiébaut-Charles-Maurice Janin (n. 19 octombrie 1862, Paris, Franța – d. 28 aprilie 1946, Saint-Sébastien, Isère, Franța) a fost un general francez care a condus Misiunea Militară Franceză din Rusia în timpul Primului Război Mondial și al Războiului Civil Rus. A fost, de asemenea, comandantul-șef al Legiunii cehoslovace din Rusia și comandantul-șef al trupelor aliate de pe teritoriul rus.
Component al mai multor delegații oficiale trimise în Rusia, fost una dintre autoritățile de prestigiu ale Franței în ceea ce privește afacerile militare rusești și o figură proeminentă – dar în mare parte cu un rol destul de puțin eficient, în contextul intervenției aliaților în Războiul Civil din Rusia. Numele său însă, a devenit în acest context strâns asociat cu lupta cehoslovacilor pentru autonomie.
În ochii unora dintre istorici, poartă pe umeri responsabilitatea pentru executarea amiralului Alexandr Kolceak. Această chestiune însă – conform lui Winston Churchill, trebuie interpretată prin prisma tuturor dificultăților poziției deținute de Janin, ofițer care în realitate nu ar fi avut nici o posibilitate de a alege ce să facă în respectivul context.

## Primii ani
Viitorul general a provenit dintr-o familie catolică și conservatoare, copilăria petrecându-și-o la Grenoble. Sub influența mediului familial, a rămas regalist.
A fost destinat unei cariere militare încă din copilărie. Istoricul slovac Dušan Kováč  l-a descris ca fiind un conservator, fiind dotat însă cu capacități precum premeditare, înțelegere, toleranță și capacitatea de a asculta pe alții. Toate acestea îi vor folosi mai târziu în cariera sa diplomatică.

## De la Saint-Cyr la Primul Război Mondial
Janin a fost elev al Școlii Speciale Militare de la Saint-Cyr, pe care a absolvit-o în anul 1882. A servit, ulterior, în regimentele 31 și 123 Infanterie.
În 1887 a intrat Școala Superioară de Război, pe care a absolvit-o al doilea din promoția sa, în1892. În același an a fost trimis în Imperiul Rus ca membru al Misiunii Militare Franceze. Vizita sa în Imperiu s-a făcut la cererea sa, pentru studiu, revenind pe teritoriul francez la 14 ianuarie 1893. Indiciile actuale conduc spre teoria că vizita sa a fost, de fapt, destinată realizării unei evaluări discrete a capacității operaționale a noului aliat, cu care Franța semnase o convenție militară la 17 august 1892.

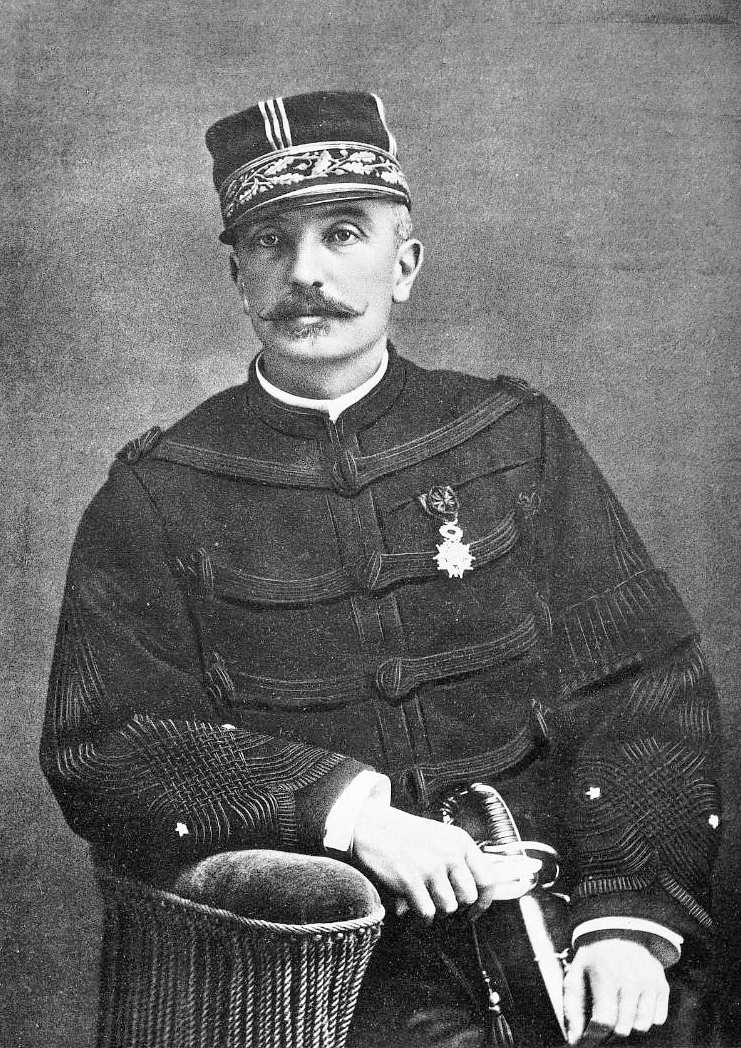
Generalul Raoul Le Mouton de Boisdeffre, semnatar al acordului militar franco-rus

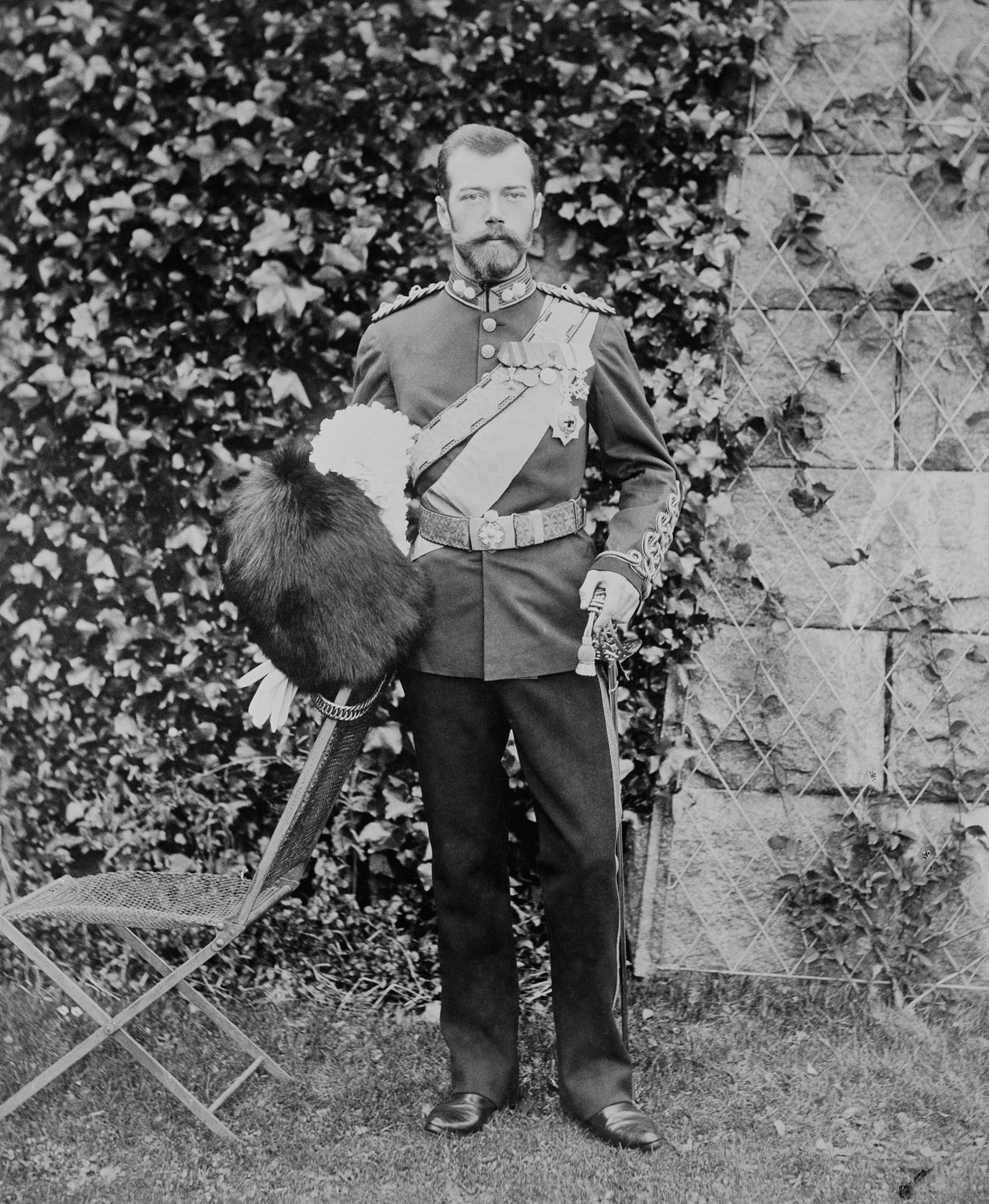
Țarul Nicolae al II-lea în 1896

Promovat după întoarcerea sa din 1893 căpitan, a servit  în Regimentul 150 Infanterie și a fost, apoi, repartizat Statului Major General al armatei până în noiembrie 1898, mai întâi ca redactor și, apoi, din 1896, ca ofițer de ordonanță al șefului Statului Major, generalul-maior Boisdeffre (acesta în 1892  negociase și semnase acordul militar cu rușii, în numele Franței). A servit, de asemenea, ca atașat pe lângă Misiunea Militară Rusă din Franța, fiind, în 1895, detașat la Deuxième Bureau (Serviciul de Informații) al Marelui Stat Major Francez. Poziția sa pe lângă generalul Boisdeffre, l-a ajutat ca în 1896 să fie atașat pe lângă țarul Nicolae al II-lea al Rusiei în timpul vizitei pe care acesta a făcut-o pe teritoriul francez.
De la sfârșitul anului 1898 până în 1903 Janin a revenit la trupele de infanterie  pentru a comanda un batalion.  De aici a fost din nou trimis la Statul Major al armatei și – respectiv, în 1906, din nou la Deuxième Bureau, de unde a urmărit reformele introduse în armata rusă după Războiul Ruso-Japonez. În această calitate, a participat ca observator, în anul 1907 , la manevrele armatei imperiale ruse din Polonia. A fost, de asemenea, cursant la Moscova al Academiei Militare.
Locotenent-colonel fiind, între 1 octombrie 1910 – 1 octombrie 1911, s-a reîntors în Rusia ca atașat pe lângă Ministerul de Război al Imperiului, în calitate de „stagiar”. A predat ca instructor la Academia Militară Imperială Nicolae I din Sankt Petersburg – a Marelui Stat Major Rus, în aceeași perioadă (în 1912 însă, după o altă sursă). Conform editorului memoriilor sale din anii 1916-1917 – Raymond Noulens, Janin ar fi fost, de fapt, trimis într-o misiune sub acoperire pentru a evalua nivelul de încredere al Rusiei în Franța, într-un moment în care aceasta se degrada la nivelul Marelui Stat Major rus în beneficiul fascinației tradiționale pentru Germania.
Ulterior, la revenirea în Franța, a fost promovat colonel.

## Marele Război și prima Misiune Militară în Rusia
La începutul Primului Război Mondial a comandat o brigadă pe Marna și Yser. În data de 20 aprilie a anului 1915 a fost promovat ca general de brigadă, iar la începutul lunii august 1915 a fost numit general maior adjutant la Marele Stat Major Francez.

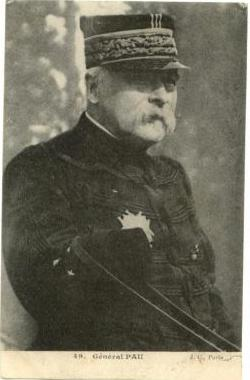
Generalul Paul Pau, predecesor al lui Janin

Cunoscător la perfecție al limbii ruse, în iarna dintre anii 1915-1916 a revenit în Rusia ca membru component al Misiunii Militare Franceze, a cărei conducere a preluat-o în august 1916  (editorul Raymound Noulens afirmă însă că plecarea generalului din Franța s-a făcut de la Boulogne , în data de 22 aprilie, acesta sosind la Petrograd pe 11 mai 1916).
Contextul în care a ajuns în Imperiu a fost unul nefavorabil. Deoarece se confruntase spre sfârșitul anului 1915  cu uriașe pierderi teritoriale, cu pierderi semnificative de oameni și materiale, cu o criză morală gravă precum și cu deficiențe majore la nivelul comandamentului, în Rusia se instalase o criză de încredere – inclusiv în ceea ce privește Marele Cartiere General Francez, cu consecințe potențial severe. Ca efect, generalul Paul Pau – reprezentantul conducerii militare franceze la STAVKA, era ținut în afara deciziilor majore. Suplimentar față de semnele de oboseală ale partenerului rus,  plana însă spectrul defecțiunii. Pentru a restabili încrederea cu STAVKA, Joseph Joffre a decis să-l schimbe pe Pau cu Janin.
Generalul Janin s-a dovedit a fi o alegere potrivită. Având în spate o carieră în bună parte dedicată evaluării locului Imperiului Rus în politica de apărare a Franței și unor acțiuni personale duse cu scopul strângerii relațiilor dintre cele două armate, dotat fiind în plus cu  tact și îndemânare, a căpătat influență asupra Statului Major Rus.

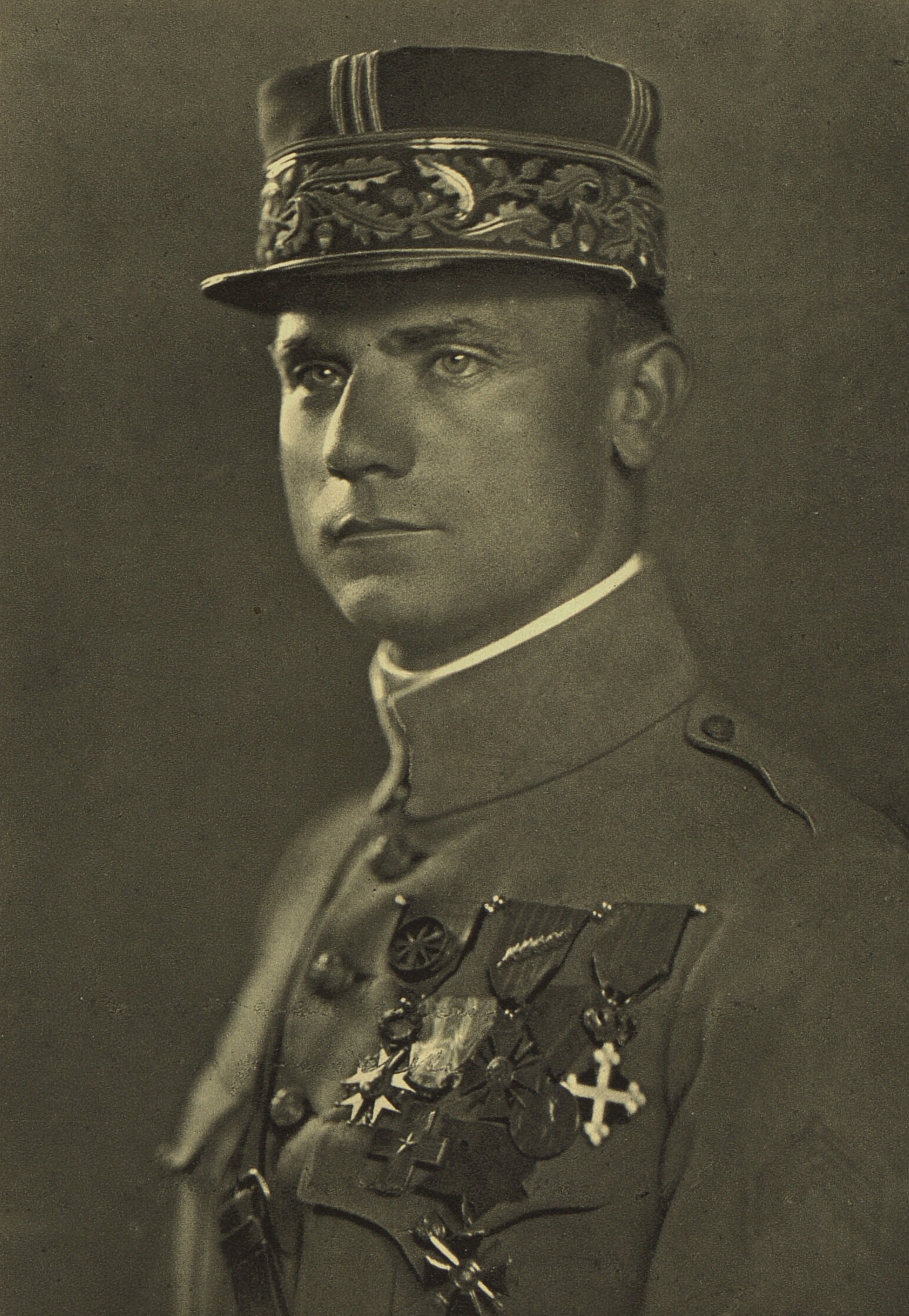
Generalul Štefánik, cu un rol cheie în organizarea trupelor de voluntari cehoslovaci.

Din poziția sa aflată în contact cu STAVKA, Janian a intrat în contact cu două probleme majore: intrarea României în război și continuarea războiului de către Rusia după Revoluția din februarie. De asemenea, avându-l alături pe Milan Rastislav Štefánik, a devenit un susținător al cauzei cehoslovace.

### Subiectul intrării României în Războiul Mondial

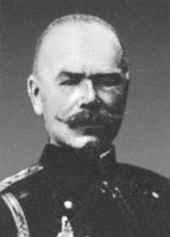
Generalul Mihail Alekseev, șeful STAVKA

Prima dintre probleme a fost grevată de faptul că a opus Franța și Rusia de pe poziții antagonice, în negocierile care s-au dus pentru intrarea Regatului Românei în Alianță. În acest context, lui Janin - nou numit la conducerea Misiunii, i s-a cerut „să acorde prioritate efortului de a face România să intre în Război și de a obține de la ruși în acest sens , concesiile necesare”. 
Printe altele, în instrucțiunile relative despre ofensiva rusă aflată în pregătire – provenite lui Janin de la Joffre, generalissimul i-a indicat delegatului francez pe lângă STAVKA să atragă atenția rușilor în mod discret, asupra interesului de a câștiga încrederea românilor printr-o ofensivă în vecinătatea teritoriului lor național.
Eforturile sale, de la bun început, au fost minate de poziția generalului Alexeev, care nu a susținut ralierea României la cauza Antantei. Cu toate că oficialii de la Paris persistau în ideea de a obține un acord cu Guvernul României, la Moghilev se contura o soluție alternativă reprezentată de desprinderea Bulgariei de Puterile Centrale, în schimbul unor compensații teritoriale substanțiale în Tracia și Macedonia. Un nou proiect de  convenție militară cu România – bazat pe această idee a fost transmis la începutul lunii august 1916 de Janin lui Joffre, dar Joffre nu a fost de acord cu această viziune, susținută și apărată de Janin.
După intrarea în război a României, eforturile de bune oficii între ruși și români ale lui Janin au trebuit să continue. După venirea sezonului rece, portul Arhanghelsk urma să fie închis din cauza ghețurilor și aceasta ar fi urmat să crească dificultățile aprovizionării Regatului României cu cele minim 300 de tone zilnice de materiale de război și muniții, asumate de către membrii Antantei prin convenția militară. Astfel, în toamna anului 1916, generalul Joffre l-a delegat pe generalul Janin să obțină de la conducerea STAVKA odată cu deschiderea căii ferate de la Kola, rezervarea unui număr de vagoane zilnic pentru aprovizionarea României. Pe fondul îngrijorării existente determinate de cantitatea insuficientă de muniții din stocul armatei române, fiind ținut la curent despre respectivele transporturi de aprovizionare, Janin a dat în luna octombrie dispoziții să fie trimise mai întâi munițiile de artilerie pentru a putea fi livrate înainte de închiderea portului Arhanghelsk. Tot acesta în raporturile sale către oficialii francezi, a informat în luna noiembrie 1916, succesiv unei inspecții pe frontul de sud-vest, despre aglomerația existentă pe liniile ferate pe care se efectuau transporturi spre România. Părerea sa a fost că livrarea respectivelor materiale nu se realiza într-o manieră suficientă. În discuțiile sale cu omologul său Berthelot din România, Janin l-a informat că se făceau demersuri susținute pentru reorganizarea transporturilor de la Arhanghelsk cu destinația România, via Nikolaev, Odesa și apoi pe Marea Neagră și mai departe pe Dunăre până la Galați. Pierderea ulterioară a Galațiului – aflat în apropierea frontierei, s-a constituit într-o nouă piedică în calea aprovizionării cu materiale de război și muniții.

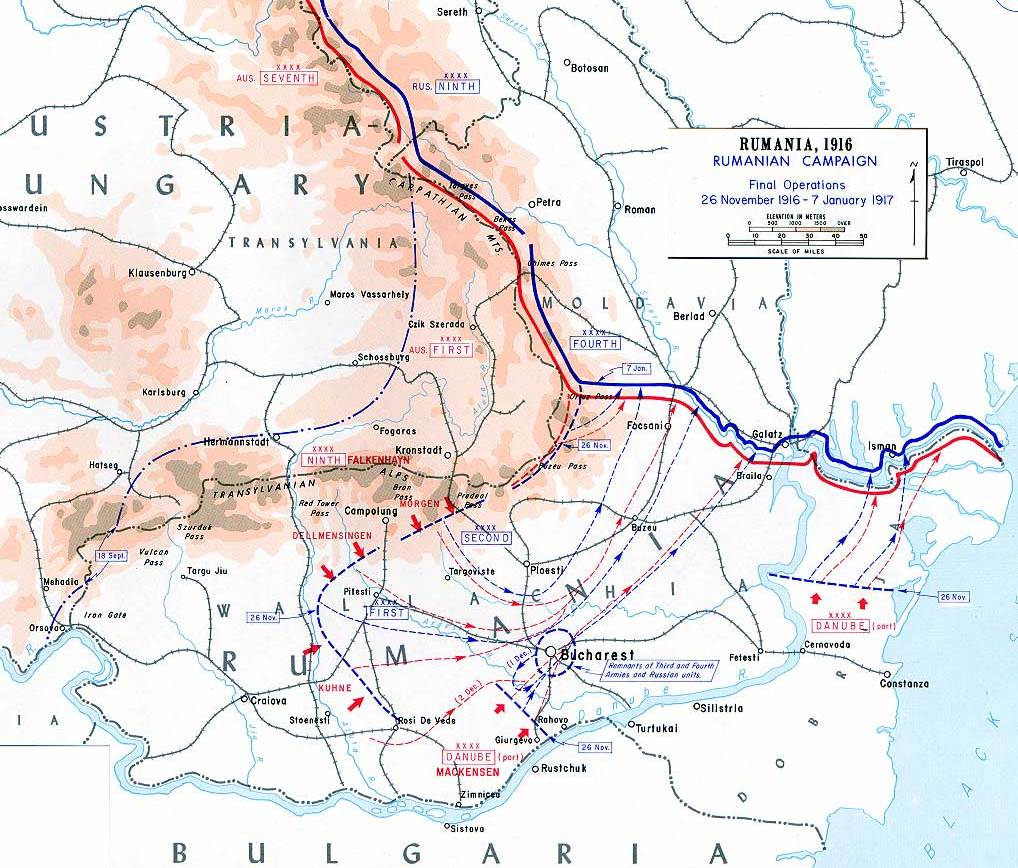
Situația frontului român la sfârșitul campaniei anului 1916

Retragerea forțată a armatei române și Guvernului Român în Moldova, a determinat necesitatea continuării eforturilor de bune oficii.

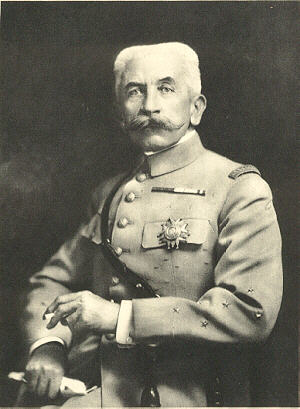
Generalul Hubert Lyautey, Ministru de Război al Franței (1917)

Povara apărării Moldovei de către armata imperială rusă a fost un motiv suplimentar de discordie, într-un context în care România a cerut o misiune de asistență militară din partea Franței, interesată într-o politică orientală care să-i extindă sfera de influență. Misiunea generalului Berthelot a fost primită cu răceală la Moghilev, iar relațiile franco-ruse au continuat să se învenineze, motiv de punere a acestui subiect pe ordinea de zi a Comitetului de Război francez în 16 decembrie 1916. În urma evaluării situației, Comitetul a considerat că nu exista altă alternativă decât să se bazeze pe creditul pe care îl avea disponibil la STAVKA  general Janin, care a fost informat de îngrijorările generalului Berthelot (acestea au fost, de altfel, și elementul central al divergențelor dintre cei doi). Luând foarte în serios aceste îngrijorări, într-o telegramă din 12 ianuarie 1917, Janin a recomandat insistent guvernului francez ca „povara românească” să nu supraîncarce barca rușilor. Datorită lui Hubert Lyautey – efemer numit Ministru de Război, situația a început să se relaxeze, generalul Janin jucând însă de această dată, un rol important în aplanarea conflictului.

### Subiectul continuării războiului de către Rusia după Revoluția din Februarie
Anul 1917 a început în Rusia sub auspicii nefavorabile, monarhia țaristă fiind în plină dezagregare. Decisă cu acordul reprezentantului rus de la Cartierul General francez în timpul Conferinței de la Chantilly de la sfârșitul anului 1916, chestiunea ofensivei ruse va trena până în vara anului 1917. Deși Janin a solicitat superiorilor săi răbdare pentru ruși și a transmis acestora cererile superiorilor săi de a fi respectate cele stabilite la Chantilly, a făcut aceste demersuri fără convingere, deoarece nu a mai crezut în capacitatea armatei imperiale de a lansa ofensiva preconizată.

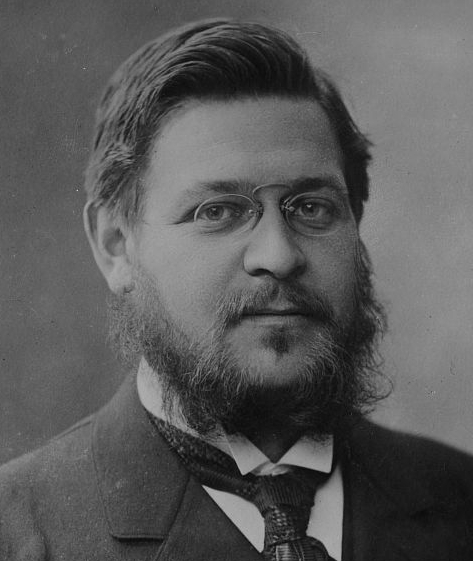
Socialistul Albert Thomas, ministrul francez al armamentului (1916-1917)

S-a manifestat favorabil, prin sprijinul pe care l-a oferit, concepției socialistului Albert Thomas – ministrul francez al armamentului -, sosit la Petrograd în data de 22 aprilie 1917 cu autoritate deplină pentru a redefini relațiile franco-ruse. În urma acestei misiuni alianța franco-rusă a fost prelungită cu 2-3 luni, Franța a câștigat timp pentru a fi debarcate trupele americane în Europa și Rusia a declanșat în iulie Ofensiva Kerensky, terminată însă printr-un dezastru. 

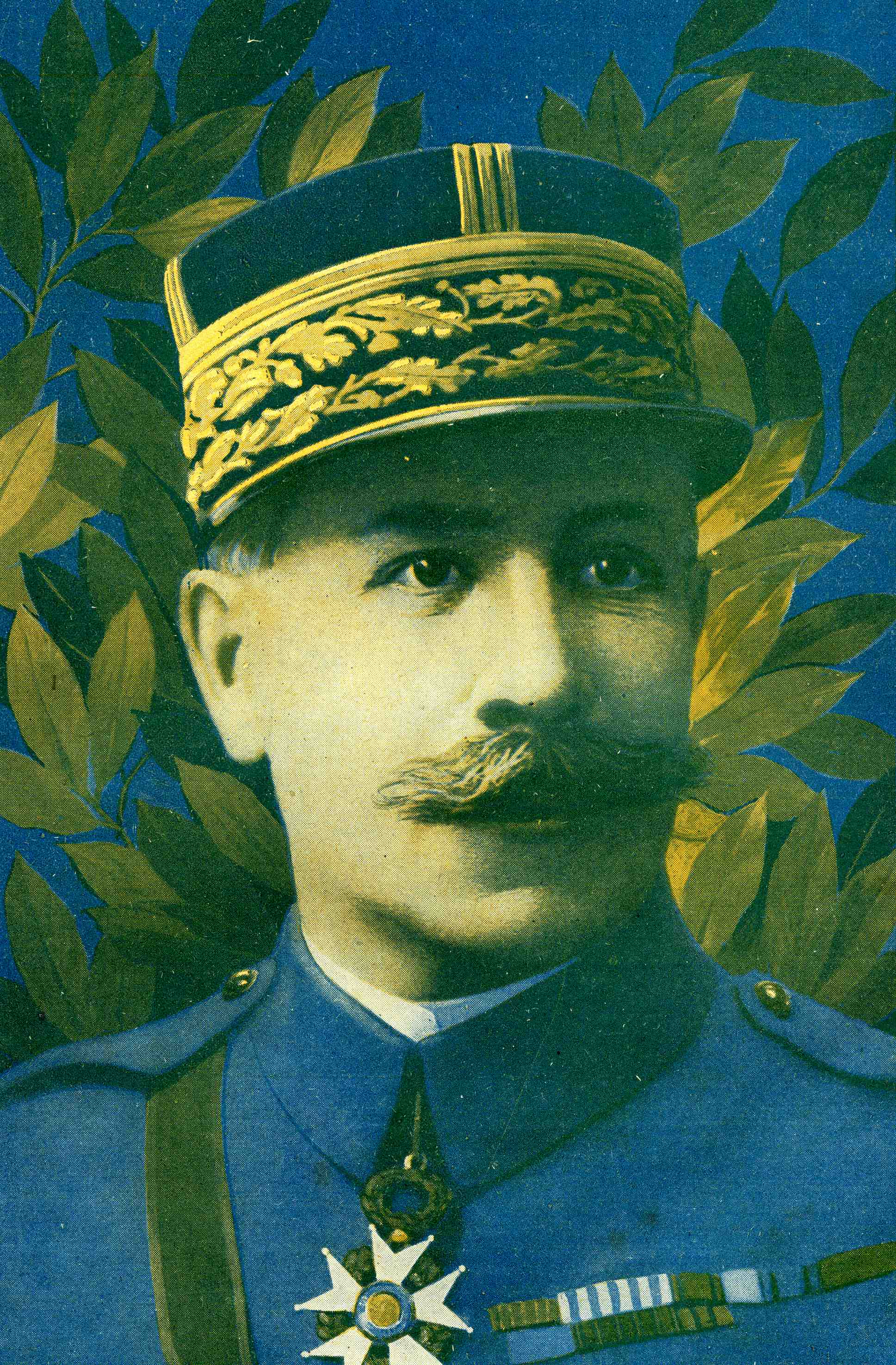
Generalul Albert Niessel, succesor al lui Janin

Cu toate acestea, însă, misiunea lui Thomas a constituit și un punct de cotitură în relațiile militare franco-ruse. Armata rusă fiind scoasă din joc, legăturile strategice cu Marele Cartier General francez s-au diminuat, prioritatea relațiilor mergând spre asistența tehnică, ce dăduse rezultate extraordinare în România. Vastul program de refacere a armatei ruse inițiat de Franța a fost, însă, dezaprobat cu desăvârșire de Janin și, ca atare, a transmis prerogativele funcției sale generalului Niessel, la sfârșitul lunii septembrie.
A părăsit Rusia pe data de 8 noiembrie 1917 – a doua zi după Lovitura de stat bolșevică, cu sentimentul trist că Rusia nu mai era Rusia și că ea ieșise din istorie pentru a se bloca într-o cămașă de forță ideologică alienantă, într-o „paranteză a istoriei sale”.
După reîntoarcerea sa pe pământ francez, în decembrie 1917 Janin a fost numit conducător al Misiunii Militare Franco-Cehoslovace, preluând comanda unităților cehoslovace de infanterie care au dorit să implice în luptă de partea Aliaților în Franța, Italia și Rusia.

## Intervenția Aliată în Războiul civil din Rusia

### Plecarea din Franța

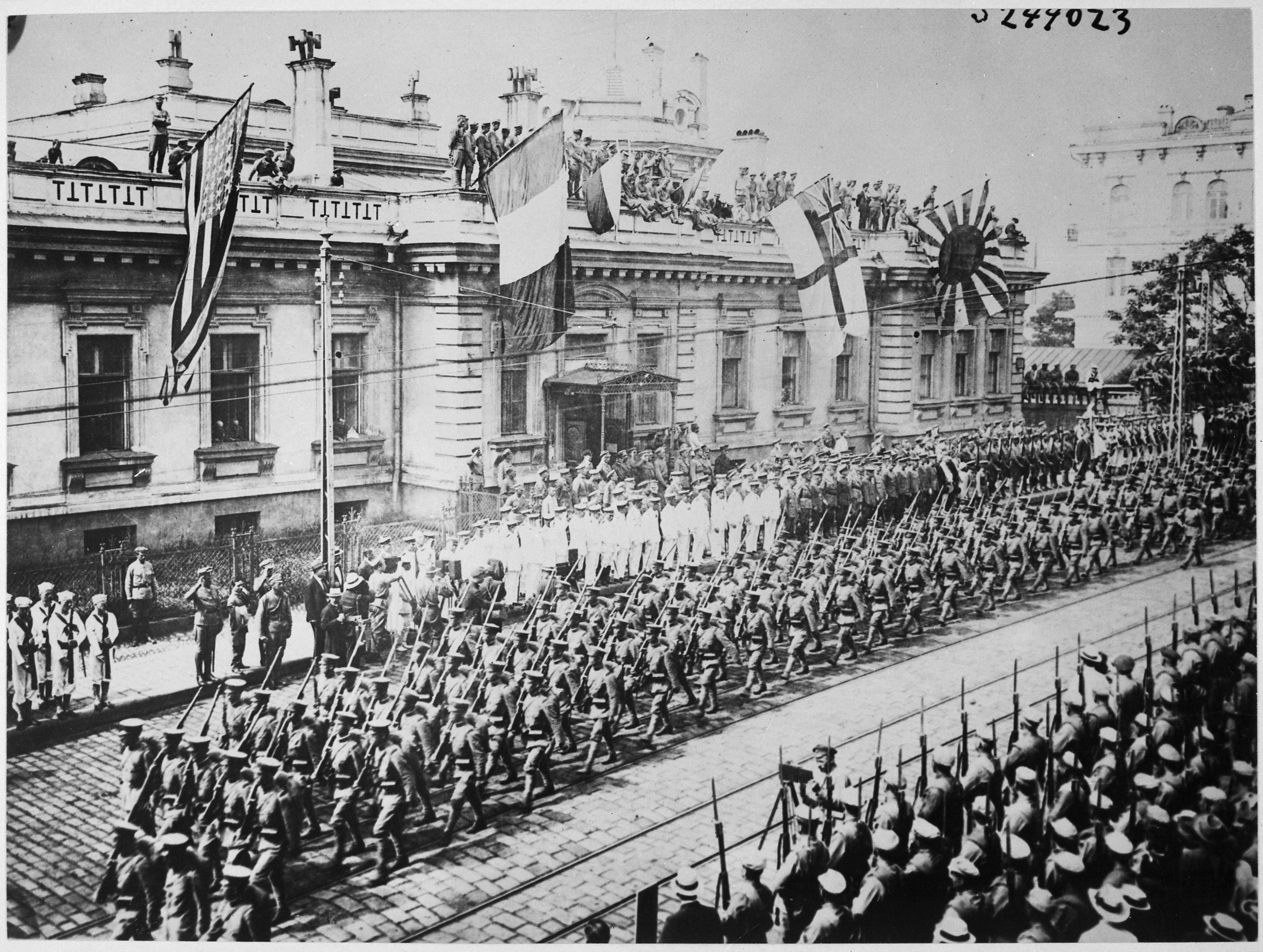
Soldați și marinari din forța multinațională, defilând la Vladivostok în septembrie 1918 prin fața clădirii comandamentului aliat.

În august 1918, Guvernul Franței l-a desemnat pe Janin comandant al Legiunii Cehoslovace din Rusia, într-un moment în care militarii acesteia plănuiau să traverseze Imperiul pentru a lupta pe Frontul de Vest. Deoarece participase pe teritoriul rusesc la formarea Corpului Cehoslovac – care în acel moment avea un efectiv de 45.000 de soldați, Janin era în cunoștință de cauză asupra problemelor acestuia. Generalul s-a îmbarcat în luna septembrie spre Vladivostok având atât calitatea de comandant al Legiunii, cât și pe aceea de comandant al Misiunii Militare Franceze.
După semnarea Tratatului de la Brest-Litovsk, Legiunea Cehoslovacă – ce își negociase inițial cu noua putere bolșevică evacuarea de-a lungul Trannsiberianului spre Vladivostok, s-a găsit la începutul lunii mai 1918,din cauza lui Troțki, în impas, drumul spre Pacific fiindu-i întrerupt. În acest context, Comitetul interaliat a decis să intervină în Siberia – oficial, în sprijinul Legiunii Cehoslovace, pentru formarea unui front oriental. Plasate sub comandă japoneză, trupe  americane, canadiene, britanice și franceze au debarcat la Vladivostok, la începutul verii 1918. 

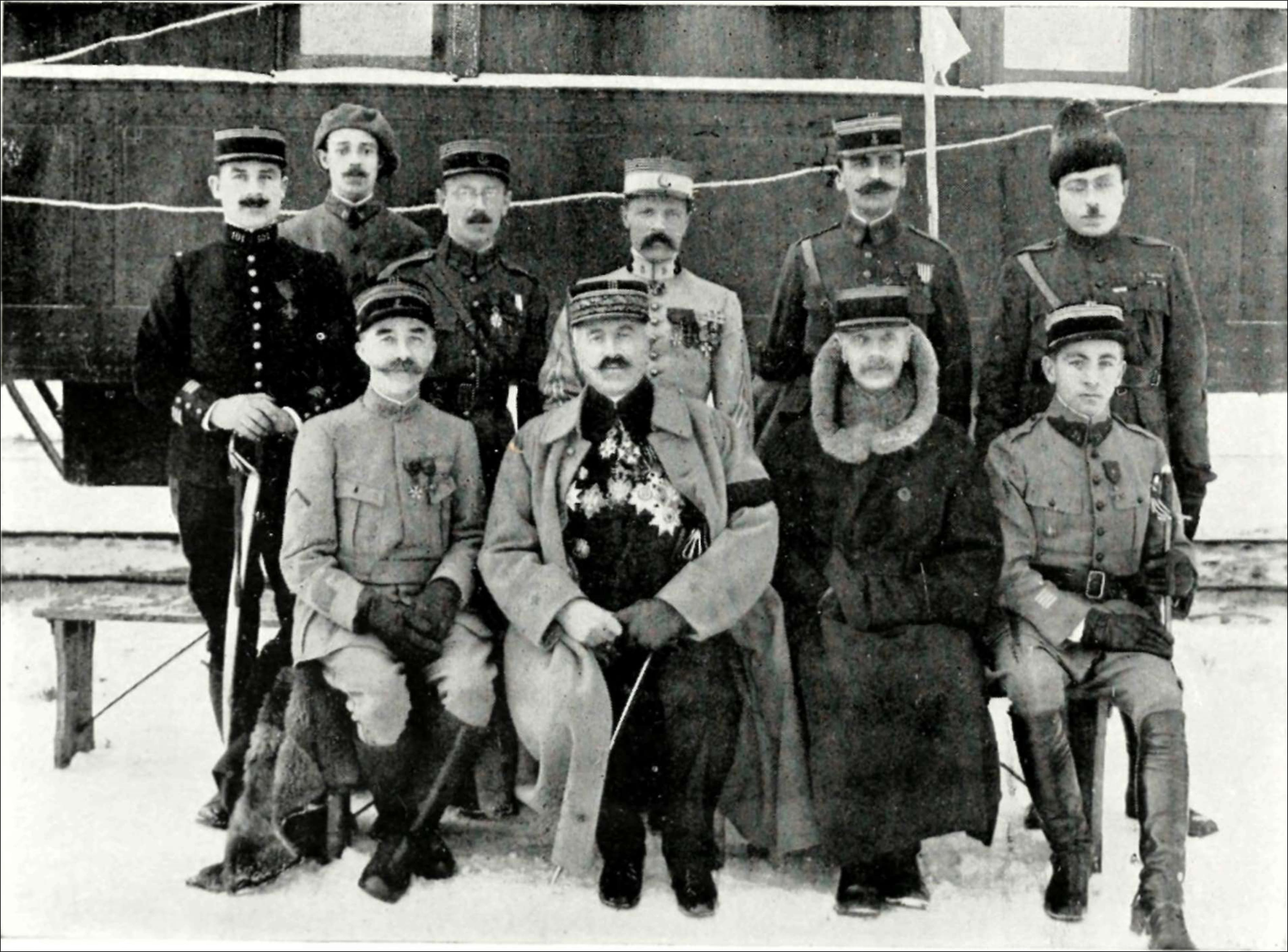
Generalul Janin (în centrul primului rând), împreună cu membri ai Misiunii Militare Franceze din Siberia

Pentru a se prezenta la post în Extremul Orient rus a tranzitat Statele Unite și Japonia, întârziind pe drum la Washington și Tokyo pentru a îndemna – fără succes însă, autoritățile japoneze și americane să disloce trupe spre vest pentru a veni în ajutorul cehoslovacilor, cu scopul creării unui alt front antigerman. La sosirea sa la Vladivostok, la jumătatea lunii noiembrie 1918, situația geopolitică era însă foarte diferită față de cea de la plecarea sa din Europa.
Pe 11 noiembrie s-a semnat armistițiul dintre Aliați și Puterile Centrale, iar pe 28 octombrie a fost creată Cehoslovacia, conducătorul acesteia optând pentru retragerea cât mai rapidă a trupelor sale de pe teritoriul rus, ceea ce a determinat o lipsă a dorinței trupelor cehoslovace de a se mai angaja în afacerile interne ale Rusiei. Suplimentar, în a doua jumătate a lunii noiembrie, la Omsk, o lovitură de stat l-a adus pe amiralul Aleksandr Kolceak în poziția de lider suprem. Acesta a restabilit în teritoriul controlat autoritatea autocrației tradiționale ruse – urâtă de populație - și a început să guverneze cu o mână de fier.

### Activitatea din Siberia

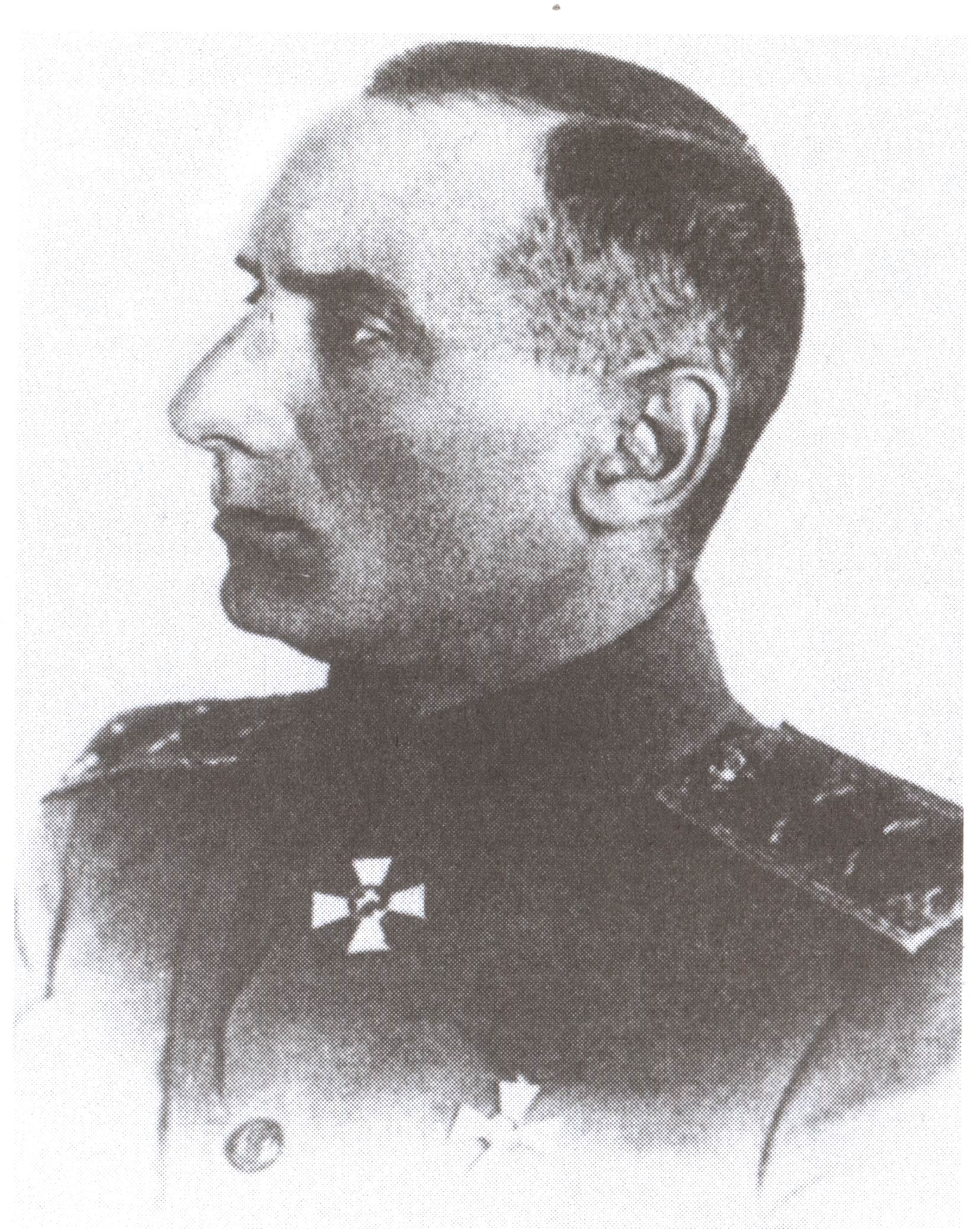
Amiralul Aleksandr Kolceak

Ajuns în Siberia, generalul francez a preluat comanda Misiunii Militare Franceze, a Legiunii Cehoslovace și, în final, a tuturor forțelor Aliaților.  La 16 decembrie Janin a ajuns la Omsk, pentru a ocupa însă un post care a devenit mai mult sau mai puțin redundant, dat fiind că Legiunea Cehoslovacă a părăsit frontul și puterea politică și militară a fost din ce în ce mai mult centralizată sub autoritatea amiralului rus. Relațiile generalului francez cu generalul-maior Alfred Knox – conducătorul Misiunii Militare Britanice și cu Kolceak – comandantul trupelor albe au fost încordate (Kolceak având în același timp o relație mult mai bună cu Knox – care a devenit cea mai importantă figură dintre străinii care se aflau în Siberia).
Janin a fost ambițios și încrezut – după cum l-a caracterizat Clifford Kinving, iar numirea sa a venit în conflict cu calitatea generalului japonez Otani de comandant al corpului expediționar Aliat. Generalul francez a pretins, de asemenea, că are 26 de ani de experiență în afacerile rusești  –  în comparație cu cei 10 ani ai lui Knox - și nu i s-a părut a fi nici o problemă în a scoate aceasta în evidență.
Bazându-se pe generalul englez, Kolceak a contestat comanda operațională a puterii Aliate exercitată la vest de Lacul Baikal inclusiv pe cea exercitată asupra trupelor rusești, de către generalul Janin. Janin, până la urmă, și-a păstrat în mod formal titlul, dar responsabilitatea sa s-a extins numai asupra forțelor aliate din vestul lacului (câte 1 batalion francez, englez și italian – staționate în garnizoanele din spatele frontului, precum și Legiunea Cehoslovacă). Colonelul Johnson - din Misiunea Militară Engleză l-a caracterizat astfel:
„stă aici în vagonul său de cale ferată – o figură solitară și în același timp demnă..., nominal comandant șef al Aliaților – inclusiv al cehilor care refuză să lupte în orice circumstanță și al nostru. Cu toate acestea nu dă ordine și nu-și asumă responsabilități... o figură  ridicolă și patetică, cu escorta sa formată din 20 de oameni.”
Nefiind de acord cu amiralul, Janin a demisionat din postul de comandant-șef al forțelor aliate pentru se dedica corpului cehoslovac, fiind convins că englezii îl instalaseră pe amiral pentru a le servi interesele.
La începutul iernii anului 1919, forțele de bolșevice au contraatacat începând să câștige teritoriu, iar la 14 noiembrie 1919, Armata Roșie a intrat în Omsk. Situația dintre Janin și Kolceak s-a înrăutățit după ce Janin nu a reușit să-i asigure lui Kolceak suport la Irkutsk, în luna decembrie a anului 1919, iar relațiile dintre amiral și trupele cehoslovace, care aveau în stăpânire calea ferată transsiberiană și stațiile de pe traseu, au devenit execrabile.

### Episodul Kolceak
Evacuarea pe calea ferată spre vest s-a făcut în ceea ce-l privește pe Kolceak cu dificultate, încadrându-se cu greu în programul conceput dinainte de cehi. Suplimentar, sosit la 27 decembrie 1919 la Nijneudinsk, Kolceak a fost blocat aici din cauza unor insurgenți revoluționari socialiști, care au preluat puterea în Irkutsk. În 5 ianuarie 1920 Janin (aflat la 250 de km de Irkutsk la Ulan-Ude , și-a angajat cuvântul în ceea ce privește protecția amiralului. Imobilizat , la 6 ianuarie 1920, Kolceak a demisionat din poziția sa de conducător suprem în favoarea generalului Denikin și s-a pus sub protecția Aliaților. La 7 ianuarie 1920, convoiul în care se afla a pornit spre Irkutsk, sub protecția militarilor cehoslovaci, într-un climat de tensiune extremă, 
La începutul lunii anului 1920 situația pe teren pentru Legiunea Cehoslovacă era în regiunea Irkutsk, critică. Dinspre vest înainta avangarda Armatei Roșii iar spre est  faptul că în Irkutsk controlul politic aparținea unei facțiuni socialiste (de stânga) amenința retragerea spre Vladivostok. Înaintarea rapidă a Armatei Roșii și înfrângerea celei Albe a impus, astfel, cehoslovacilor alegerea între opțiunea de a sprijini în continuare trupele albe și cea de a-și negocia cu trupele roșii salvarea și drumul spre casă.

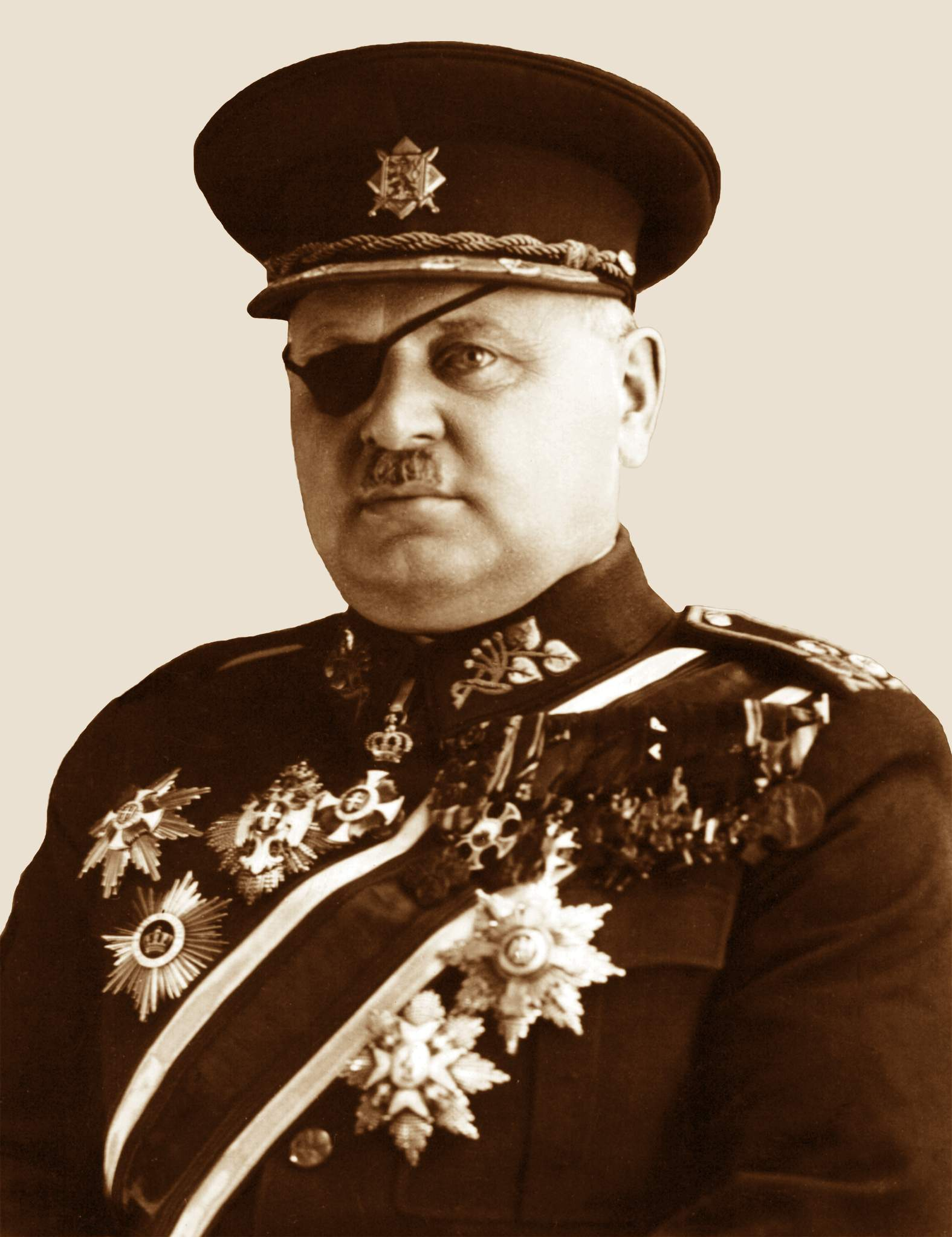
Generalul ceh Jan Syrový (aici în 1938), cu un rol cheie în predarea lui Kolceak)

Punctul culminant a fost atins la Irkutsk, unde amiralul a fost așteptat de trupe ale noilor autorități locale – care îi doreau capul, într-un context în care corpul de armată cehoslovac devenise între timp necontrolabil. Pentru a fi asigurată trecerea Legiunii Cehoslovace și pentru a fi securizată zona critică a tunelurilor din jurul lacului Baikal,  la 16 ianuarie 1920, doi ofițeri cehi l-au predat pe Kolceak autorităților locale compuse din menșevici și socialist-revoluționari, afirmând că acestea sunt ordinele lui Janin. Împrejurările predării amiralului au fost însă de așa natură încât, din punct de vedere militar, garda cehoslovacă a fost depășită ca forță de cea locală. Aflat la depărtare și fără posibilitate de negociere pe plan local, generalul Janin a refuzat să ordone declanșarea unor ostilități. Odată cu amiralul a fost capturat și tezaurul imperial rus, aflat în trenul cu care s-a deplasat acesta.
Conform lui Clifford Kinving, după săptămâni de negocieri între înalții reprezentanți ai puterilor aliate, generalul Janin, garda cehoslovacă a lui Kolceak și facțiunea anti-Kolceak situată de-a lungul căii ferate, care, între timp, devenise puternică și amenințătoare, a fost luată decizia ca amiralul să fie predat autorităților din Irkutsk. Devenit, practic, de la un moment dat,  fără știrea lui, ostatic, Kolceak a fost deliberat întârziat de manevrele cehilor, aflați sub autoritatea lui Syrový – care își asigurase complicitatea lui Janin. Decizia cheie de predare a generalului ar fi fost luată de Janin împreună cu generalul ceh Jan Syrový. În ce măsură aceasta ar fi fost sau nu necesară este un larg și deschis subiect de discuție.
Premierul francez Alexandre Millerand i-a telegrafiat lui Janin pentru a-i cere explicații și i-a solicitat să depună eforturi pentru salvarea liderului trupelor albe. Pe 7 februarie, însă, acesta a căzut în fața unui pluton de execuție, condamnat fiind la moarte de către un comitet militar-revoluționar, împreună cu ministrul său Pepeliaev. Proteste au fost adresate lui Janin, care a declarat, însă, că nu a avut posibilitatea de a preveni tragedia. Predarea liderului alb de către cehoslovaci a pus, astfel, ultima perioadă de serviciu a lui Janin în Siberia într-o lumină nefavorabilă, dat fiind că el s-a aflat în acele momente la conducere.
Singurele felicitări pe care le-a primit pentru activitatea sa au venit din partea președintelui cehoslovac Masaryk, care a fost capabil să înțeleagă constrângerile la care Janin a fost supus.

### Relația cu Legiunea Română din Siberia
Odată însărcinat de către factorii de decizie francezi cu organizarea unui front antibolșevic în Siberia și cu comanda trupelor Directoratului, Janin a primit și comanda trupelor de alogeni: iugoslave, sârbe, poloneze, românești și letone. În iarna 1918-1919 astfel, a intervenit în conflictul dintre colonelul ceh Eduard Kadlec – numit comandant al celui de Al Doilea Corp al Voluntarilor Români din Rusia și Comitetul Național Român al aceluiași Corp, iar în primăvara anului 1920 a intervenit în facilitarea repatrierii Legiunii și a altor prizonieri de naționalitate română din Siberia.

## Întoarcerea în Franța
Când vestea despre ceea ce s-a întâmplat în Irkutsk a ajuns la Paris, guvernul francez i-a luat comanda și i-a ordonat să se întoarcă în Franța. Generalul a părărsit Harbinul în aprilie 1920, luând cu el trei valize și un cufăr conținând 311 relicve imperiale, documente, precum și ultimele fotografii ale familiei imperiale - ținută în captivitate la Ekaterinburg, în vila negustorului Ipatiev. Aceste piese au fost colectate la Ekaterinburg  din arealul execuției și incinerării Romanovilor, fiindu-i încredințate de către generalul Mikhail Diterikhs și de către Pierre Gilliard – tutore al familiei imperiale.

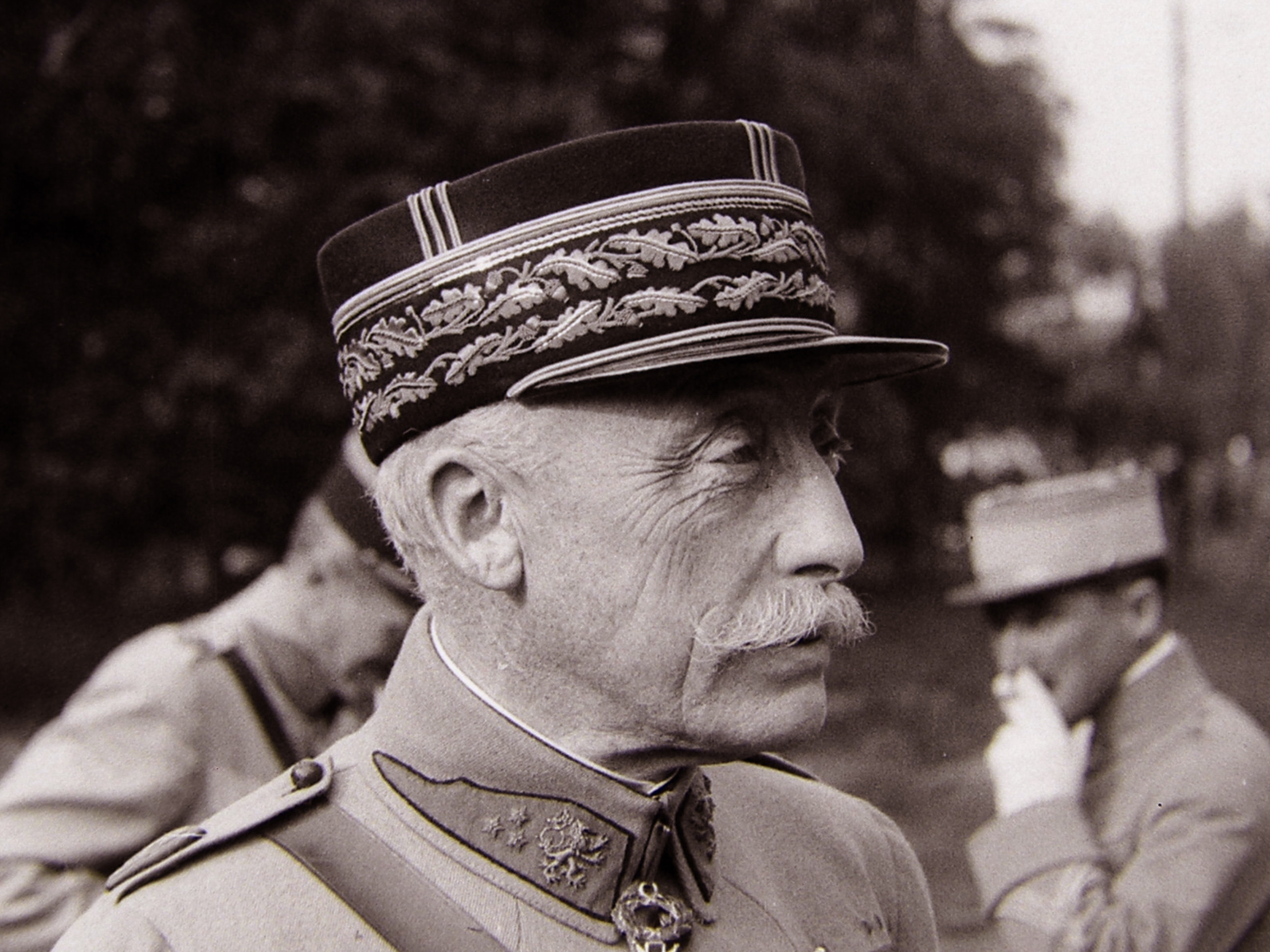
Generalului Pellé, cel care a preluat în locul lui Janin funcția de șef al Marelui Stat Major cehoslovac

Ajuns în țara natală a fost primit cu răceală, eforturile sale nefiind bine primite nici pe scena politică franceză și nici chiar pe cea cehoslovacă, deoarece se opusese repatrierii Legiunii prin partea europeană a Rusiei. Pe acest fond, memoriile sale - scrise mai târziu, s-au încheiat cu următoarele cuvinte:
„Națiunea cehoslovacă îmi va fi obligată pentru totdeauna...Cu toate acestea, omul din mine nu-și poate nega tristețea când iubirea pe care a dovedit-o nu este recompensată și este nevoie de un cuvânt cald al unui ministru, pentru a reaminti poporului că acest om a fost prietenul lui loial în vremuri de luptă. Cu toate acestea, istoria națiunii cehoslovace va spune ceea ce armatele ei au realizat,sub comanda mea”—Janin, Maurice; Moje účast na československém boji za svobodu; z rukopisu přeložil Hanuš Jelínek; V Praze: J. Otto, 1923
În Franța a afirmat, în ziarul Le Matin, că liderii francezi nu ar fi sprijinit o asociere sub influență germană dintre reprezentanții vechiului regim imperial rus, dacă ar fi fost mai bine informați. Deși a dorit, aflat pe pământ francez, să preia funcția de șef al Marelui Stat Major al armatei cehoslovace, aceasta i-a fost oferită generalului Pellé, Janin mulțumindu-se să accepte la Bourges comanda Corpului 8 de Armată teritorială franceză. În acest post – care nu a reprezentat o promovare, și-a încheiat cariera la data de 19 octombrie 1924. De aici s-a retras în Isère, acolo de unde provenea soția sa.
Frustrările trăite în timpul misiunii din Rusia, în timpul Războiului Civil în ceea ce privește relațiile cu Kolceak și Knox, au constituit elementul central al memoriilor sale despre respectiva perioadă și au fost publicate, în 1933, în Franța, sub titlul de „Ma mission en Sibérie 1918-1920”.
În 1942, generalul a finalizat pentru publicare manuscrisul memoriilor sale privitoare la perioada 1916-1917. Circumstanțele existente în acea vreme în Franța au făcut ca acesta să nu poată fi publicat, intențiile de a realiza acest lucru fiind amânate sine die până după război. În 1946 Janin a murit, însă, fără a-și vedea manuscrisul ieșit de sub tipar. Sub titlul „En mission dans la Russie en guerre (1916-1917) – Le journal inédit du général Janin”, manuscrisul a fost tipărit de abia în anul 2015.

## Despre
Memorialistică
- En mission dans la Russie en guerre (1916-1917) Le journal inédit du général Janin; L’Harmattan; Paris, Franța; 2015.
- Ma mission en Sibérie 1918-1920; Payot; Paris, Franța; 1933.

În film
- Amiralul (Rusia, 2008), film de Andrei Kravciuk, cu actorul Richard Bohringer în rolul generalului Janin.